# Vultee Aircraft
Vultee Aircraft Inc est un constructeur aéronautique américain disparu. Cette entreprise doit son nom à Jerry Vultee, ingénieur aéronautique tragiquement disparu en 1938. En novembre 1942 Vultee entra dans le capital de Consolidated Aircraft Corporation, les deux entreprises formant Consolidated Vultee Aircraft Corporation en mars 1943. En 1954, Convair fut absorbée à son tour par General Dynamics.

## L'ère Cord
En 1931, Jerry Vultee, qui cherchait des fonds pour réaliser un monoplan à aile basse entièrement métallique de transport de passagers monomoteur dessiné avec Vance Breese (en), se rapprocha d’Errett Lobban Cord. Ce dernier, propriétaire de plusieurs entreprises de construction mécanique dont Lycoming Motors, mais aussi de Stinson et les compagnies aériennes Century Air Lines de Chicago et Century Pacific Lines de San Francisco, vit dans le projet le moyen de remplacer ses trimoteurs Stinson par un appareil rapide et plus moderne. Il créa donc Airplane Development Corporation avec un capital de 50 000 dollars. Enregistrée le  26 janvier 1932 comme une filiale de Cord Corporation, ADC s’installa dans un hangar privé, propriété de Cord au United Airport de Burbank avant de transférer ses activités dès juin dans le hangar de la Century Pacific au Grand Central Air Terminal de Glendale. Le prototype du Vultee V-1 prit l’air le 19 février 1933 et 27 exemplaires furent construits, presque tous livrés à American Airways dont Cord avait entre-temps pris le contrôle.
En 1934, ADC devint une division d’Aviation Manufacturing Corporation, filiale d’Aviation Corporation of Delaware (Avco), également propriétaire d’American Airways. À la même époque, la CAA prit une décision controversée, interdisant l’utilisation d’avions monomoteurs sur les lignes commerciales. Or Jerry Vultee travaillait déjà sur un bombardier léger dérivé du V1, le Vultee V-11, dont le prototype fit son premier vol le 17 septembre 1935. Le lendemain, ce prototype s’écrasait au décollage à Mines Field, à Los Angeles, tuant les deux hommes se trouvant à bord. Un second prototype était heureusement en cours d’achèvement et prit l’air le 9 octobre suivant. Cet avion connut un certain succès, en particulier en Chine et en Turquie.
En juin 1936, Vultee décida de transférer ses activités de Glendale à Downey, où l’ancienne usine Emsco, disponible, offrait plus de place et disposait déjà d'une piste en dur. Elle fut rebaptisée Vultee Field et novembre 1937 vit la création de Vultee Aircraft, qui restait une division d’American Manufacturing Corp.
En janvier 1938, Jerry Vultee entreprit avec son épouse, Sylvia Parker Vultee, une tournée de promotion sur la côte est des États-Unis afin de tenter de convaincre l’Air Corps d’acheter le V11-GB. Le couple voyageait à bord d’un Stinson Reliant piloté par Vultee lui-même. Sur la route du retour, ils furent pris dans une tempête de neige peu après leur décollage de Winslow, AZ, le 29 janvier. On retrouva les corps deux jours plus tard près de Flagstaff, leur appareil s’étant écrasé sur les pentes du Mt Wilson (John Wegg p.149).

## Vultee sans Vultee

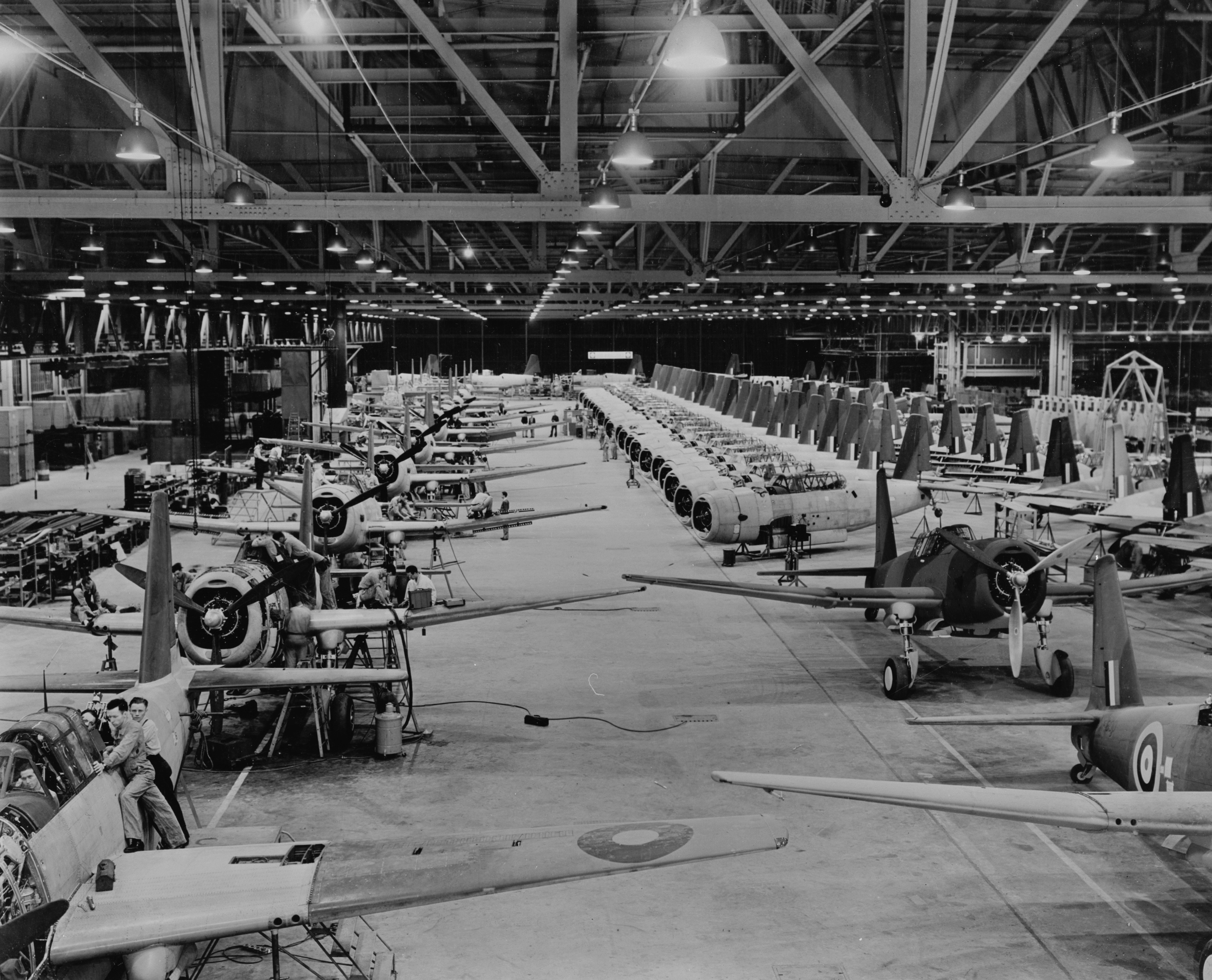
Usine de Downey en Californie, produisant des bombardiers en piqué Vultee A-31 Vengeance pour la Royal Air Force.

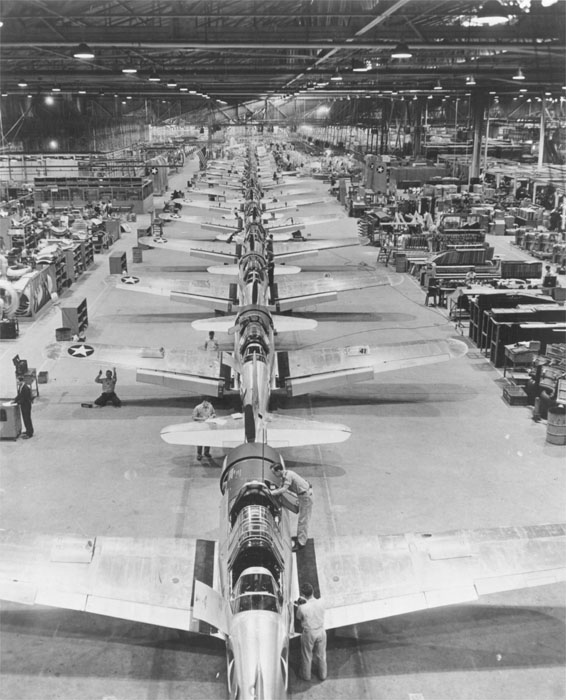
Ligne de production de Vultee BT-13/-15 Valiant à Downey.

1938 fut marqué par de profonds changements chez le constructeur : fin 1937, un groupement d’investisseurs rassemblés autour du trust Schroder Rockefeller avait racheté les actions détenues par Cord. Or Gerard Vultee disparut dans un accident d'avion le 29 janvier 1938. Les nouveaux actionnaires imposèrent Richard W Millar comme vice-président et nommèrent Richard Palmer à la tête du bureau d’études. Banquier californien, Millar arrivait des Studios Universal, mais avait une expérience de l’aviation, étant pilote privé et ayant fait partie du Comité Exécutif de Douglas Aircraft Company. Palmer avait été l’assistant de Jerry Vultee entre 1932 et 1934 avant de rejoindre Howard Hughes et de travailler sur le projet Hughes H-1B. Il était assisté par Charles R Irvine, anciennement ingénieur chez Stinson.
Résultat de la visite de Jerry Vultee sur la côte est, l’USAAC passa commande de sept YA-19, qui firent perdre 60 000 U$D à l’entreprise, mais permirent le maintien de son activité malgré la disparition de Vultee. Celui-ci travaillait au moment de sa disparition sur un projet de chasseur dont Richard Palmer reprit la cellule pour proposer quatre versions en 1939 : un biplace d’entrainement avancé (BC-51, désignation constructeur), un biplace d’entrainement de base (BT-13 Valiant), un chasseur (P-66 Vanguard) et un bombardier en piqué (A-31/A-35 Vengeance). BT-13 et Vengeance furent produits en grande série durant la Seconde Guerre mondiale.
Vultee Aircraft Inc fut créé le 14 novembre 1939 sous la présidence de Richard W. Millar pour racheter le capital d’Aviation Manufacturing Corp, tandis que Charles W Perelle était recruté pour diriger l’usine de Downey et Don I Carroll pour y diriger la production. Les deux hommes venaient de chez Boeing et eurent à gérer un accroissement spectaculaire de la production : de 12 350 m2 en 1938, l’usine passa à 30 225 m2 en mai 1940 et 80 900 m2 un an plus tard. Il revient à ces deux hommes d’avoir mis en service en mai 1941 la première chaine de montage utilisée dans l’industrie aéronautique nord-américaine : 25 fuselages suspendus à un convoyeur en continu en forme de fer à cheval passaient successivement devant 25 postes de montage pour y recevoir équipements électriques, instruments, parties vitrées... Un fuselage complet était ainsi produit toutes les 96 minutes, prêt à recevoir ensuite l’empennage, la section centrale de voilure et le bâti-moteur, et l’assemblage d’un BT-13 passait de 7 500 à 3 500 heures.

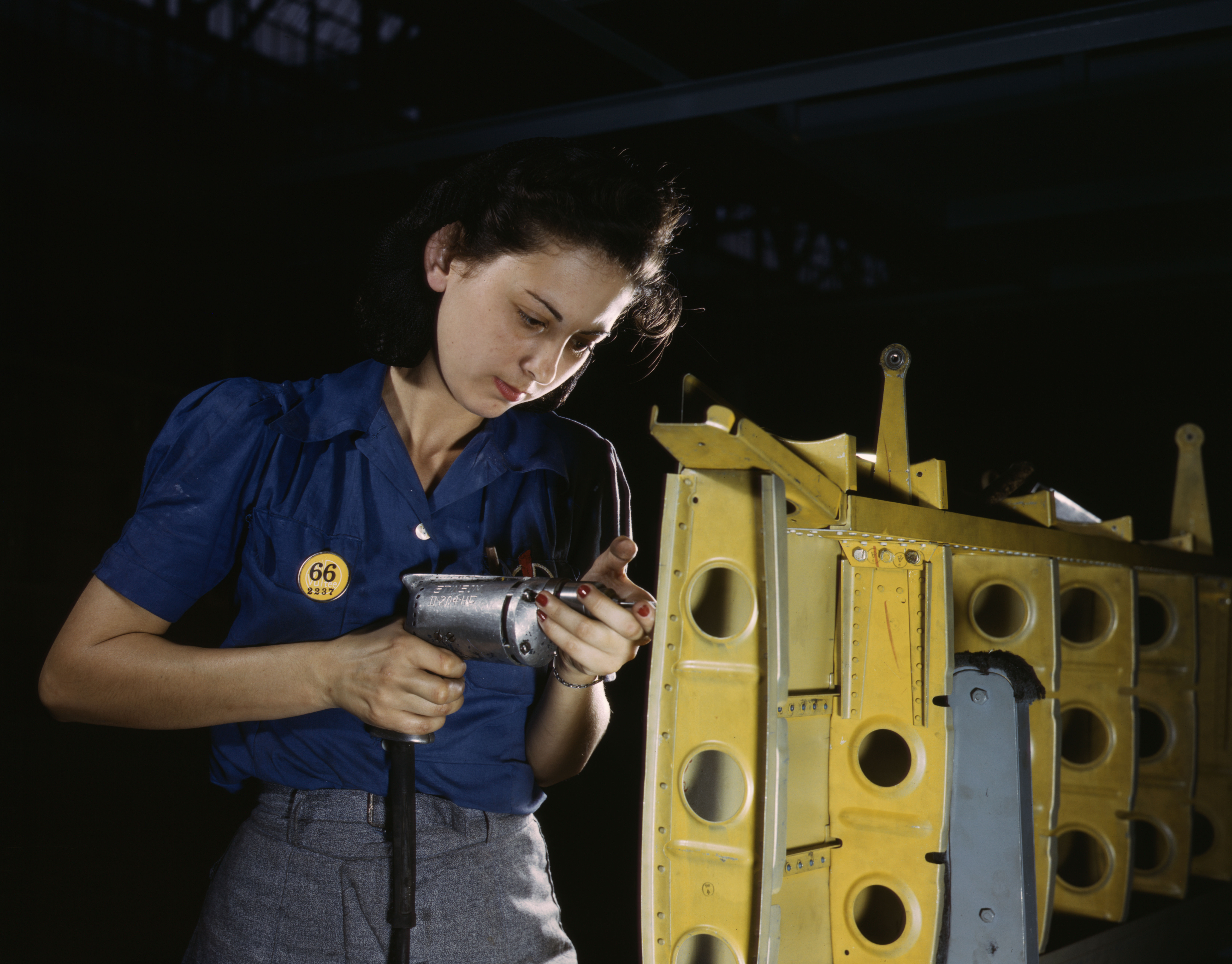
Perçage manuel d'un stabilisateur d'empennage horizontal pour le bombardier en piqué Vultee A-31 à l'usine Vultee Aircraft de Nashville (photo : février 1943 par Alfred Palmer dans le cadre de la promotion du Victory Program).

Construite par AVCO, Stinson avait inauguré en mai 1940 une usine de 16 740 m2 en bordure de l'aérodrome de terrain de Berry Field à Nashville, Tennessee. Mais Stinson était devenu une filiale de Vultee Aircraft Inc en octobre 1939 et cette usine, dont la surface fut portée à 76 000 m2 en 6 mois, passa officiellement sous le contrôle de Vultee le 8 août, Stinson se repliant sur son site historique de Wayne, dans le Michigan. Les premiers Vengeance sortirent de Nashville en mars 1942.
Le 25 novembre 1941, Vultee Aircraft Inc acheta 34 % du capital de la firme Consolidated, dont elle prit le contrôle. À l’issue d’un conflit de direction à la tête des deux entreprises et au terme d’un certain nombre de mouvements de personnes, la fusion fut officialisée le 18 mars 1943, l’assemblée des actionnaires ayant donné son accord la veille. L’entreprise devient Consolidated Vultee Aircraft Corporation, une appellation qui fut contractée en Convair dès juin 1943, mais ne devint officielle qu’en 1954 quand Consolidated Vultee devint une division du groupe General Dynamics.